# Phaonia disjuncta
Phaonia disjuncta este o specie de muște din genul Phaonia, familia Muscidae, descrisă de Stein în anul 1916. Conform Catalogue of Life specia Phaonia disjuncta nu are subspecii cunoscute.